# Kamiros
Kamiros (griechisch Κάμειρος (f. sg.)) ist ein Gemeindebezirk der Insel und Gemeinde Rhodos in der griechischen Region Südliche Ägäis. Der Gemeindebezirk ging nach der Verwaltungsreform 2010 aus der gleichnamigen Gemeinde hervor. Diese wurde nach der gleichnamigen antiken Stadt Kamiros benannt. Verwaltungssitz war die Kleinstadt Soroni.

## Lage
Der Gemeindebezirk Kamiros erstreckt sich auf etwa 16 km entlang der Westküste von Rhodos und reicht bis zu 17 km ins Inselzentrum. Er nimmt insgesamt eine Fläche von 212,945 km² ein. Angrenzende Gemeindebezirke sind im Süden Atavyros und Lindos im Osten Archangelos, Afandou und Kallithea sowie im Norden Petaloudes.

## Verwaltungsgliederung
Der Gemeindebezirk Kamiros ging als Gemeinde 1997 aus dem Zusammenschluss von sieben Landgemeinden hervor. Durch die Verwaltungsreform 2010 wurden alle Gemeinden der Insel Rhodos fusioniert. Seither haben die Vorgängergemeinden den Status von Gemeindebezirken (gr. Sg. dimotiki enotita), die ehemaligen Gemeindebezirke werden abhängig von ihrer Einwohnerzahl als Stadtbezirk (dimotiki kinotita) oder Ortsgemeinschaft (topiki kinotita) geführt.
| Stadtbezirk Ortsgemeinschaft | griechischer Name          | Code     | Fläche (km²) | Einwohner 2001 | Einwohner 2011 | Dörfer und Siedlungen          |
| ---------------------------- | -------------------------- | -------- | ------------ | -------------- | -------------- | ------------------------------ |
| Soroni                       | Δημοτική Κοινότητα Σορωνής | 69010701 | 13,436       | 1236           | 1278           | Soroni                         |
| Apollona                     | Τοπική Κοινότητα Απόλλωνα  | 69010702 | 70,890       | 0997           | 0845           | Apollona                       |
| Dimylia                      | Τοπική Κοινότητα Διμυλιάς  | 69010703 | 35,075       | 0515           | 0465           | Dimylia, Eleousa               |
| Kalavarda                    | Τοπική Κοινότητα Καλαβάρδα | 69010704 | 14,947       | 0512           | 0502           | Kalavarda                      |
| Platania                     | Τοπική Κοινότητα Πλατανίων | 69010705 | 18,830       | 0383           | 0196           | Agia Eleousa, Platania         |
| Salakos                      | Τοπική Κοινότητα Σαλάκου   | 69010706 | 47,735       | 0607           | 0576           | Kapio, Profitis Ilias, Salakos |
| Fanes                        | Δημοτική Κοινότητα Φανών   | 69010707 | 12,032       | 0895           | 0858           | Fanes                          |
| Gesamt                       | Gesamt                     | 690107   | 212,945      | 5145           | 4720           |                                |